# It'z Me
It'z Me (estilizado como IT'z ME) es el segundo EP del grupo de chicas surcoreano Itzy, lanzado el 9 de marzo de 2020 por JYP Entertainment. Cuenta con siete pistas, incluyendo «Wannabe», su sencillo principal. La versión física está disponible en tres versiones: IT'z, ME y WANNABE. Es su nuevo material coreano desde el lanzamiento de It'z Icy en julio de 2019. It'z Me presenta una colaboración con el DJ holandés y productor de música electrónica Oliver Heldens. Fue producido por Galactika, Oak Felder, Oliver Heldens, earattack, Shim Eunji, Collapsedone, Jin by Jin, SOPHIE y KASS. Musicalmente, es un disco de K-pop que contiene influencias del dance, el hip hop y el rock.
It'z Me debutó en el número uno en la lista de álbumes de Gaon, vendiendo 126,000 unidades en su primer mes. También debutó en el número cinco en la lista de álbumes mundiales de Billboard de Estados Unidos. El álbum recibió críticas generalmente positivas, quienes elogiaron que el sonido general de Itzy se volviera más duro y presentara mejores producciones electrónicas.

## Antecedentes y lanzamiento
El 28 de enero de 2020, se informó que Itzy había terminado de filmar su vídeo musical para una nueva canción y que se encontraba en las etapas finales de los preparativos de su regreso. También se reveló que Itzy volvería con nueva música en primavera. El 13 de febrero, News1 informó que el grupo se encontraba en las etapas finales de preparación para regresar el 9 de marzo. En respuesta al artículo, JYP Entertainment comentó: "Es cierto que se están preparando para regresar con el 9 de marzo en mente. La fecha se anunciará una vez que se confirme". It'z Me es la tercera serie It'z de Itzy después de It'z Different (2019) e It'z Icy (2019).

## Música y composición

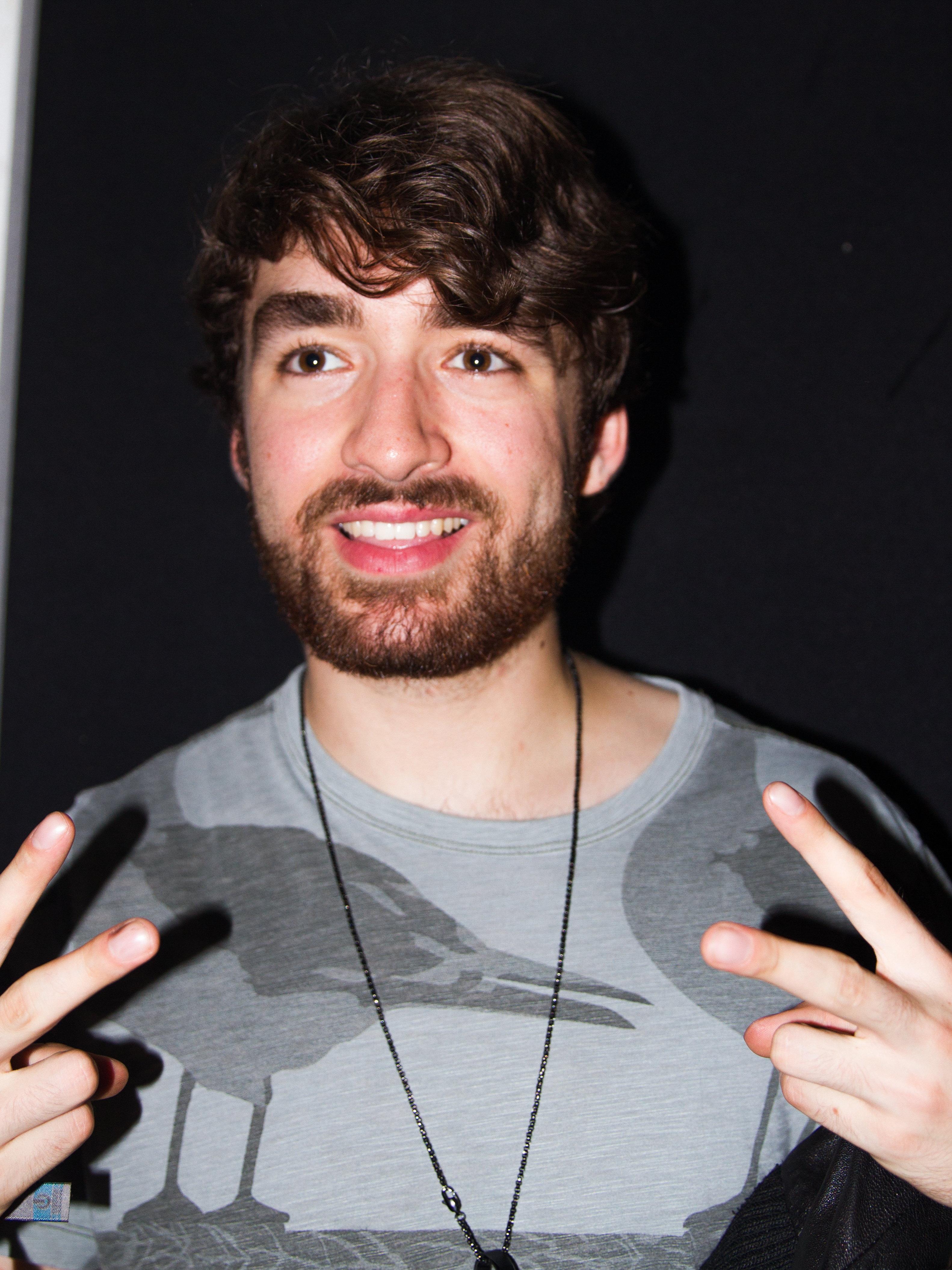
Itzy colaboro con Oliver Heldens para la canción Ting Ting Ting

Con siete canciones, el sonido general del álbum se vuelve más duro y presenta también más producciones electrónicas que su anterior disco. Musicalmente, It'z Me es un disco de k-pop que contiene influencias del dance, el hip hop y el rock y continúa mostrando al grupo de chicas explorando nuevas áreas en la escena del k-pop y forjando su propia identidad musical.
El sencillo principal del álbum, «Wannabe», emplea un combo de producción house y hip-hop/pop para que las chicas mezclen melodías de bubblegum pop, consiguiendo crear un ritmo muy seguro. Fue escrito y producido por Galactika, quien también produjo su canción debut «Dalla Dalla».
La colaboración de Itzy con Oliver Heldens, «Ting Ting Ting», es un corte EDM ruidoso pero feroz "que emite un enjambre de determinación y coraje".
«That's a No No» "tiene un ritmo más fuerte que complementa los poderosos golpes y voces de «Nobody Like You», que es una canción de rock que trata sobre alguien que establece una admiración por alguien. «You Make Me» habla sobre la curiosidad por alguien con quien ellas desarrollaron sentimientos y las dejaron sin palabras. «I Don't Wanna Dance» es una canción con elementos EDM que posee un ambiente festivo con una letra repetitiva distinguible. «24Hrs» es un "estrafalario pop pop" que muestra la existencia plena de las chicas. La canción también reclama su libertad y autoestima.

## Promoción
El 18 de febrero, se lanzó el primer teaser grupal. Al día siguiente se reveló el segundo teaser grupal. Itzy dio a conocer la tercera foto teaser del grupo el 20 de febrero. El 23 de febrero, se revelaron los carteles teaser de Yeji. Al día siguiente, se liberaron las fotos teaser individuales de Lia. Los carteles teaser de Ryujin se revelaron el 25 de febrero. Los carteles teaser de Chaeryeong se revelaron al día siguiente. Los carteles teaser de Yuna finalmente se revelaron el 27 de febrero. El primer día de marzo, se reveló la lista oficial de canciones del álbum. Los teasers de los vídeos musicales fueron lanzados el 4 y 5 de marzo.

### Sencillos
«Wannabe» fue lanzado el 9 de marzo de 2020 como el sencillo principal del álbum. El mismo día, el vídeo musical de la canción fue lanzado en YouTube. El vídeo fue dirigido por Naive Creative Production. En 24 horas, el vídeo musical acumuló más de 11 millones de visitas y, a partir de abril de 2020, acumuló más de 100 millones de visitas en la plataforma, lo que lo convirtió en su vídeo más rápido en alcanzar dicha cifra. Comercialmente, el sencillo alcanzó las listas en ocho países, llegando al número 6 en Corea del Sur. La canción también debutó en el número 4 en la lista de ventas de canciones digitales mundiales de Estados Unidos. También se convirtió en la primera entrada del grupo entre los cinco primeros lugares desde «Dalla Dalla» y su tercera entrada entre los diez primeros en general, respectivamente. En Nueva Zelanda, la canción alcanzó el número 22 en la lista oficial Hot Singles. En Japón, «Wannabe» debutó y alcanzó su punto máximo en el número 23, por lo que es su pico más alto en el gráfico de ese país. También marcó el debut del grupo en el Canadian Hot 100 en el número 92, convirtiéndose en la séptima actuación femenina de k-pop en aparecer en la lista, después de CL, Red Velvet, Blackpink, Jennie y Twice. La canción encabezó las listas en Malasia y Singapur, convirtiéndose en su primera canción número uno en ambas listas.

### Presentaciones en vivo
Itzy promovió el álbum y sus canciones en los principales programas de televisión en vivo. El 12 de marzo de 2020, el grupo hizo la presentación debut de «Wannabe» en M Countdown. El 13 de marzo, interpretaron la canción en Music Bank. Itzy volvió a tocar la canción en Show! Music Core el 14 de marzo. El 15 de marzo, Itzy interpretó la canción en Inkigayo. El 20 de marzo, la canción se volvió a interpretar en Music Bank. El 4 de abril, Itzy interpretó la canción en Show! Music Core nuevamente, para finalmente el 6 de abril, volver a presentarla en Inkigayo.

## Lista de canciones
| It'z Me |                                       |                                          |                                                                                       |                            |          |  |
| N.º     | Título                                | Letras                                   | Música                                                                                | Arreglo                    | Duración |  |
| 1.      | «Wannabe»                             | Galactika                                | Galactika                                                                             | Team Galactika             | 3:12     |  |
| 2.      | «Ting Ting Ting» (con Oliver Heldens) | Penomeco, 이스란, 강은정                 | Warren Okay Felder, Janee "Jin Jin" Bennett, Oliver Heldens                           | Oak Felder, Oliver Heldens | 3:39     |  |
| 3.      | «That's a No No»                      | Shim Eunji (심은지), KASS                | Shim Eunji (심은지), KASS, Ariowa Irosogie                                            | Shim Eunji (심은지), KASS  | 3:00     |  |
| 4.      | «Nobody Like You»                     | Yubin, Josh Record, Andrew Bullimore     | 이우민 ‘Collapsedone’, Josh Record, Andrew Bullimore                                  | 이우민 ‘Collapsedone’      | 3:17     |  |
| 5.      | «You Make Me»                         | 이스란, earattack, Miranda Glory Inzunza | earattack, Miranda Glory Inzunza, Matthew Ferree                                      | earattack, 공도            | 3:03     |  |
| 6.      | «I Don't Wanna Dance»                 | JQ (제이큐), makeumine works (정세희)    | Anne Judith Stokke Wik, Nermin Harambasic, Jin By Jin, Seung Eun Oh, Andreas Baertels | Jin by Jin                 | 3:09     |  |
| 7.      | «24Hrs»                               | Penomeco                                 | SOPHIE, Lola Blanc                                                                    | SOPHIE                     | 2:07     |  |
| 21:27   |                                       |                                          |                                                                                       |                            |          |  |

## Reconocimientos

### Listados
| Publicación        | Lista                                      | Ranking | Ref.   |
| ------------------ | ------------------------------------------ | ------- | ------ |
| Koreaboo           | The 20 Best K-Pop Albums Of 2020           | 20.º    | [ 31 ] |
| The Glass Magazine | The Glass guide to our top 10 K-pop albums | 4.º     | [ 32 ] |

## Posicionamiento en listas

### Lista semanal
| Lista (2020)                       | Mejor posición |
| ---------------------------------- | -------------- |
| Japanese Albums (Oricon)           | 13             |
| Japan Hot Albums (Billboard Japón) | 37             |
| Polish Albums (ZPAV)               | 27             |
| South Korean Albums (Gaon)         | 1              |
| US World Albums (Billboard)        | 5              |

### Lista mensual
| Lista (2019)               | Mejor posición |
| -------------------------- | -------------- |
| South Korean Albums (Gaon) | 4              |

## Certificación y cifras de ventas
| Región                                  | Certificación | Unidades certificadas/vendidas |
| --------------------------------------- | ------------- | ------------------------------ |
| Japón                                   | -             | 10,386                         |
| Corea del Sur                           | -             | 137,039                        |
| Estados Unidos                          | -             | 2,000                          |
| Ventas basadas sólo en certificaciones. |               |                                |

## Premios y reconocimientos
| Canción   | Programa                  | Fecha               | Ref.   |
| --------- | ------------------------- | ------------------- | ------ |
| «Wannabe» | M Countdown               | 19 de marzo de 2020 | [ 41 ] |
| «Wannabe» | M Countdown               | 26 de marzo de 2020 | [ 42 ] |
| «Wannabe» | M Countdown               | 2 de abril de 2020  | [ 43 ] |
| «Wannabe» | Inkigayo (SBS)            | 22 de marzo de 2020 | [ 44 ] |
| «Wannabe» | Inkigayo (SBS)            | 28 de marzo de 2020 | [ 45 ] |
| «Wannabe» | Inkigayo (SBS)            | 5 de abril de 2020  | [ 46 ] |
| «Wannabe» | Show Champion (MBC Music) | 25 de marzo de 2020 | [ 47 ] |
| «Wannabe» | Show Champion (MBC Music) | 1 de abril de 2020  | [ 48 ] |

## Historial de lanzamiento
| País          | Fecha              | Formato                         | Discográfica      | Ref.   |
| ------------- | ------------------ | ------------------------------- | ----------------- | ------ |
| Corea del Sur | 9 de marzo de 2020 | CD, descarga digital, streaming | JYP Entertainment | [ 49 ] |
| Mundo         | 9 de marzo de 2020 | Descarga digital, streaming     | JYP Entertainment | [ 49 ] |